# Бутовское кладбище
Бу́товское кладбище — расположено на 36-м километре Курской железной дороги в районе Южное Бутово Юго-Западного административного округа Москвы, на территории природного комплекса Бутовского лесопарка. Открыто в 1965 году, вошло в состав ГУП «Ритуал» в 1993 году.

## История

### Этимология
Район Южное Бутово находится на самом высоком месте Москвы — на Теплостанской возвышенности. Первые городища и селища Дьяковской культуры появились в первом тысячелетии до нашей эры. Позже их место заняли вятичи. Есть несколько версий появления названия Бутово. Согласно одной, в XVII веке донской казак Бутов получил в имение урочище с деревней. Ещё одна легенда привязывает название к добыче бутового камня, который использовали для строительства домов в Москве ещё с XVII века. По третьей легенде, Пётр I за победу под Полтавой наградил генерала Бутова и передал ему в имение земли, о которых сказал: «Раз ты Бутов, вот тебе и урочище Бутово под Москвой».

### Основание кладбища
Бутовское областное кладбище было основано в 1965 году на месте небольшого сельского погоста в лесопарке у 36 километра Курского направления Московской железной дороги. На его территории находятся христианские и мусульманские могилы, а также отдельный сектор с воинскими захоронениями.
В 1993 году кладбище приобрело статус столичного и с этого времени находится в хозяйственном ведении ГУП «Ритуал». В 1997 году у центрального входа построили поминальную часовню иконы Рождества Христова для проведения обрядов отпевания усопшего.
В 1998 году правительство Москвы выпустило постановление № 619 «О мерах по развитию объектов и организаций похоронного назначения на территории Юго-Западного административного округа», а через два года был запущен проект строительства и реконструкции городских кладбищ. Согласно этим документам, к десяти гектарам Бутовского планировалось добавить ещё 38,5. В 2001 году вышло второе постановление правительства Москвы о расширении площади кладбища, однако его реализация постоянно откладывалась из-за бюрократических проблем. Директор кладбища принял решение добавить к территории три гектара леса без получения официального разрешения, но в 2003-м информация о самовольном изменении границ дошла до властей, и он был уволен. К этому времени на самозахваченной площади появилось около 200 захоронений. Так как законы Российской Федерации запрещают перенос могил, руководство кладбища и спецлесхоз «Юго-Восточный» в 2004 году заключили мировое соглашение в Арбитражном суде и решили оставить новые границы без изменений. Несмотря на многократную подачу соответствующих документов, департамент земельных ресурсов так и не одобрил расширение, поскольку на тот момент уже рассматривалось создание природоохранной зоны в прилегающем лесу.
В январе 2010 года предприятие «Ритуал» объявило, что на кладбищах столицы заканчиваются свободные места. По этой причине мэрия разрешила организациям и гражданам оформить опекунство над бесхозными могилами для последующей возможности захоронения в них, но предложением воспользовались немногие. В том же году власти столицы приняли закон о создании заказника «Бутовский». В процессе проверки территории было обнаружено нарушение границ природоохранной зоны. Прокуратура обратилась в Зюзинский райсуд Москвы, было заведено дело по ч. 1 ст. 330 УК РФ. Прокуратура сочла действия «Ритуала» причиняющими ущерб природе, в 2011 году суд обязал ГУП освободить занятые под кладбище три гектара Бутовского леса. Под действие судебного постановления попали четыре тысячи захоронений. В феврале 2011 года мэрия сообщила, что столица располагает резервом территории для могил в 70 гектаров. Тогда же было объявлено, что в соблюдении закона «О погребении и похоронном деле» разбирательство не коснётся захоронений на самовольно захваченной «Ритуалом» земле.

### Благоустройство
У центральных ворот кладбища находится схема расположения участков захоронений. Территория заасфальтирована, установлены мусорные контейнеры и точки водоснабжения. Работают пункт проката инвентаря и гранитная мастерская. Свободный въезд разрешён катафалкам и посетителям с удостоверением инвалида.
В мае 2014 года префектура ЮЗАО решила модернизировать участок дороги к кладбищу. На нём планировалось создать парковочные места и разворотные площадки, а также организовать регулярный маршрут общественного транспорта. В мае 2015 года градостроительно-земельная комиссия Москвы одобрило разработку проекта, который охватывал территорию в 99,8 гектара, из них 5 предполагалось отдать под участок на 8 тыс. мест захоронений и 2,28 га — для мемориального парка. Также план работ предусматривал обустройство дорожно-тропиночной сети, снос старого и постройка нового административного здания, строительство колумбарной стены, храма и других объектов инфраструктуры. Разработанный проект утвердили в 2016 году. Средства на его выполнение заложили в инвестиционной программе столицы на 2014—2017 годы. На проектирование ушло около 32 миллионов рублей, оно завершилось в июне 2017 года. 21 декабря того же года было подписано постановление «О планировке части территории объектов природного комплекса Юго-Западного административного округа Москвы „Бутовский лесопарк“ и Бутовское кладбище».
В 2019 году было заявлено, что территорию Бутовского кладбища увеличат на 7,28 га, построят служебные здания и проведут ремонтные работы. На начало 2020 года данных о проделанной реконструкции нет.

## Известные захоронения
- Валентин Непомнящий (1934—2020), известный пушкинист.
- Егор Клинаев (1999—2017), российский актёр кино и телевидения, певец, телеведущий.